# Małopłytkowość
Małopłytkowość (łac. thrombocytopenia) – objaw chorobowy polegający na niedoborze płytek krwi.
Przyjmuje się, że 30 000 płytek/μl wystarcza do utrzymania prawidłowej hemostazy (przy normie od 200 000/μl do 300 000/μl).
Nie ma bezpośredniej zależności między liczbą płytek krwi a nasileniem krwawień. Jeżeli ich liczba nie spada poniżej 30 000/μl, a występuje jawna skaza krwotoczna, należy poszukiwać dodatkowych przyczyn krwawień. Jednocześnie małopłytkowość jest najczęstszą ze skaz krwotocznych.

## Przyczyny
Przyczyną małopłytkowości może być
- zmniejszone wytwarzanie płytek
- nadmierne niszczenie płytek
- przyczyny złożone lub nie do końca wyjaśnione

### Podział ze względu na etiologię
1. Zmniejszone wytwarzanie płytek
  1. Wrodzone hipoplazje szpiku
  2. Wrodzony brak trombopoetyny
  3. Wrodzone dziedziczne trombopenie
    - wrodzona amegakariocytowa trombocytopenia (CAMT)
    - zespół TAR
    - niedokrwistość Fanconiego
    - zespół Bernarda-Souliera
    - anomalia Maya-Hegglina
    - zespół szarych płytek
    - zespół Alporta

  4. Wrodzona białaczka
  5. Wrodzona siatkowica
  6. Różyczka noworodków
  7. Związana z leczeniem matki tiazydami
  8. Aplazja megakariocytowa
  9. Niedokrwistość aplastyczna
  10. Uszkodzenie szpiku przez promieniowanie jonizujące
  11. Uszkodzenie szpiku przez substancje toksyczne (np. alkohol)
  12. Uszkodzenie szpiku przez leki mielotoksyczne
  13. Białaczki, szpiczak, histiocytoza (w mechanizmie wyparcia)
  14. Rozległe przerzuty nowotworowe do szpiku (w mechanizmie wyparcia)
  15. Niedobór witaminy B12 i kwasu foliowego
  16. Mielofibroza
  17. Niewydolność nerek
  18. Zakażenia wirusowe
2. Nadmierne niszczenie płytek
  1. Wrodzona alloimmunologiczna małopłytkowość noworodków
  2. W przebiegu wcześniactwa
  3. W przebiegu choroby hemolitycznej noworodków
  4. Wrodzone w przebiegu gestozy u matki
  5. Przy występowaniu naczyniaków olbrzymich lub naczyniaków jamistych
  6. Wrodzone defekty płytek skracające czas życia
  7. Samoistna plamica płytkowa
  8. Polekowe
  9. Potransfuzyjne
  10. W przebiegu niedokrwistości hemolitycznych
  11. W przebiegu chorób rozrostowych
  12. Po stosowaniu surowicy antylimfocytowej
  13. Sekwestracja w powiększonej śledzionie
3. Przyczyny złożone
  1. W przebiegu zakażeń
  2. Zespół rozsianego wykrzepiania wewnątrznaczyniowego (DIC)
  3. Po obfitych krwotokach
  4. Przy krążeniu pozaustrojowym
  5. Po masywnych przetoczeniach krwi
  6. Rozległe oparzenia
  7. Plamica małopłytkowa zakrzepowa
  8. Zespół hemolityczno-mocznicowy
  9. Nocna napadowa hemoglobinuria
  10. Porfiria
  11. Małopłytkowość cykliczna

## Obraz kliniczny
Niezależnie od przyczyn, małopłytkowość przebiega podobnie i jest charakterystyczna. Nagle i bez urazów mogą pojawić się wybroczyny w skórze i w błonach śluzowych. Najwięcej będzie ich widać na kończynach i na tułowiu. Pojawią się też pierścieniowate wylewy w miejscach nakłuć, podbiegnięcia krwawe oraz nawracające krwawienia z dziąseł, nosa, przewodu pokarmowego. Może występować krwiomocz. Pojawiać się mogą krwotoki z dróg rodnych. Wystąpić mogą krwawienia do ośrodkowego układu nerwowego (bardzo groźne, mogą być przyczyną śmierci).

## Małopłytkowość noworodków
Małopłytkowość dotyka kilku procent noworodków, a jej odsetek wśród pacjentów trafiających do oddziałów intensywnej terapii dla niemowląt jest znaczny. Zwykle problem ma łagodny przebieg i ustępuje bez konsekwencji. Większość przypadków małopłytkowości obejmuje wcześniaki, które ucierpiały na skutek niewydolności łożyska i/lub niedotlenienia. Pozostałe powody, tj. alloimmunologiczne, genetyczne, autoagresyjne, hemolityczne, infekcyjne, DIC i inne, stanowią mniejszość przypadków.
Małopłytkowość pojawiająca się po 72 godzinach od narodzin jest często wynikiem toczącej się sepsy lub martwiczego zapalenia jelit (NEC). W przypadku infekcji pomocne mogą okazać się badania PCR, które można wykonać stosunkowo szybko i w panelach; pozwalają one również wykryć geny oporności na określone antybiotyki. Patogenami posocznicy mogą być wirusy, bakterie i grzyby, np. CMV, wirus różyczki, HIV, Staphylococcus sp., Enterococcus sp., Streptococcus agalactiae (GBS), Streptococcus viridans, Listeria monocytogenes, Escherichia coli, Haemophilus influenzae, Klebsiella pneumoniae, Pseudomonas aeruginosa, Yersinia enterocolitica, Borrelia burgdorferi, Candida sp., Toxoplasma gondii. Stopień małopłytkowości może być skorelowany z rodzajem patogenu; silniejsze objawy występują przy infekcji grzybiczej oraz bakteriami gram ujemnymi. Do zakażenia noworodka może dojść w czasie porodu lub przed nim, ale także za pośrednictwem mleka matki bądź przy transfuzji.
Potencjalne zastosowanie wspomagające leczenie małopłytkowości, szczególnie w przypadku sepsy lub NEC, może mieć interleukina 11.

## Klasyfikacja ICD10
| kod ICD10     | nazwa choroby                                                |
| ------------- | ------------------------------------------------------------ |
| ICD-10: D69   | Plamica i inne skazy krwotoczne                              |
| ICD-10: D69.0 | Plamica alergiczna                                           |
| ICD-10: D69.1 | Jakościowe defekty płytek                                    |
| ICD-10: D69.2 | Inne skazy niemałopłytkowe                                   |
| ICD-10: D69.3 | Samoistna plamica małopłytkowa                               |
| ICD-10: D69.4 | Inne pierwotne małopłytkowości                               |
| ICD-10: D69.5 | Małopłytkowość wtórna                                        |
| ICD-10: D69.6 | Nieokreślona małopłytkowość                                  |
| ICD-10: D69.8 | Inne określone skazy krwotoczne                              |
| ICD-10: D69.9 | Skazy krwotoczne, nieokreślone                               |
| ICD-10: Q87.2 | Zespoły wrodzonych wad rozwojowych dotyczące głównie kończyn |
| ICD-10: P61.0 | Przemijająca małopłytkowość noworodka                        |
| ICD-10: D82.0 | Zespół Wiskotta-Aldricha                                     |